# Jászberényi Főtemplom
A Jászberényi Főtemplom Jászberény egyik kiemelkedő műemléke a főtéren álló Nagyboldogasszony vagy Nagytemplom római katolikus főplébánia temploma. A Nagytemplom tornya a kései barokk formáját viseli. A torony és a templomhajó nem egy időben, hanem két szakaszban épült fel. A templomhajó építészeti stílusa a klasszicizmus felé hajlik.

## Ősi templomépület története
A jászberényiek első templomára vonatkozó hiteles adat 1472-ből származik. Mátyás király kérésére IV. Szixtusz pápa megengedte, hogy Jászberényben ferences szerzetesek letelepedhessenek.
Jászberény a török megszállás alatt nagy pusztítást szenvedett. Annak tragédiáit még növelték a 16. századbeli vallási villongások is. A törökök az 1690-es évekbeni kiűzése után történt a régi csúcsíves templom újjáépítése. Első lépcsőben 1722-ben készült el a torony, majd 1735-ben a templomot is kibővítették, miután a hívők már nem fértek el. Ezt megerősítette az 1766-os Canonica Visitatio jegyzőkönyve is.
Mikoviny Sámuelnek – aki a magyar térképészet megteremtője volt – az 1740-es évekből fennmaradt egy rajza Jászberény látképéről, amely a csúcsíves régi nagytemplomot, a ferences templomot és a református fatornyú templomot tartalmazza.
Az 1722-ben épült torony alig 30 évig állt, mert 1753-ban le kellett bontani. A torony lebontásával a templom minden díszét elveszítette. A redemptio és a hármas kerületek visszaállítása viszont kedvezően befolyásolta a templom új tornyának az építését.

## Új torony építése
A torony alapkőletétele 1759-ben volt. A torony építésére a megbízást Mayerhoffer András építőmester nyerte el. A hazai barokk-rokokó építészet egyik legtehetségesebb képviselője volt. A torony építése 1759–1761 között épült az akkor még középkori eredetű gótikus templomhoz. Az 1761. évi elkészülési időpont csak a sisak nélküli toronyra vonatkozik, a vörösréz toronyfedést később készítették el. Ekkor helyezték a torony csúcsára a Szent Koronát, amely kifejezte a jászok ragaszkodását mindenkori királyukhoz.

## Harangok
Amikor megépült a torony, akkor új harangok kerültek beszerzésre. A mai toronyban jelenleg 3 harang lakik. A legnagyobb 1257 kg-ot nyom, d1 alaphangú és a Boldogságos Szűz Mária és Szent Orbán vértanú tiszteletére szentelték fel, 1762-ben Budán öntötték. Csak történeti érdekességképpen a legnagyobb harang 1836-ban megrepedt és ekkor Egerben átöntötték. A két kisebb harang a 828 kg tömegű, f1 alaphangú és a 80 kg tömegű, gisz2 hangú használaton kívüli lélekharang. Előbbit 1925-ben Budapesten, utóbbit 1792-ben Egerben öntötték. A korábbi öt harangból a 354 és 161 kg-osakat (b1 és d2 alaphangúak voltak, 1925-ben készültek a 828 kg-ossal együtt Budapesten) a második világháborúban elvitték. Érdekes, hogy a harangokat mai napig kézzel húzva szólaltatják meg. A nagyharang az ország legnagyobb kézzel megszólaltatott harangja.

## Új templomhajó építése
Az 1772-es nagy földrengés tönkretette az ősi nagytemplom hajóját, amely annyira megrongálódott, hogy 1774-ben le kellett bontani. Az új, Mayerhoffer által épített templomtorony viszont sértetlen maradt.
A földrengés után eldöntötték, hogy új templomhajót építenek és Jung József pesti építőmester kapott illetve nyerte el a megbízást. Az új klasszicista templomhajót Jung József tervei alapján megépítették és gróf Eszterházy Károly egri püspök 1782. július 28-án szentelte fel.
A templom belső berendezéseit is a földrengés után készítették – a retablókat és a tabernákulumot Pollack Mihály tervei szerint – illetve vásárolták.
A főoltárképet 1884-ben Soldatits Ferenc festette Rómában, a festmény Mária mennybemenetelét ábrázolja.

## Orgona
A templom orgonáját – 2800 síp és 43 regiszter - a híres Angster József pécsi cége az Angster orgona- és harmóniumgyár építette 1912-ben.

## A főtemplom története 1956-ban

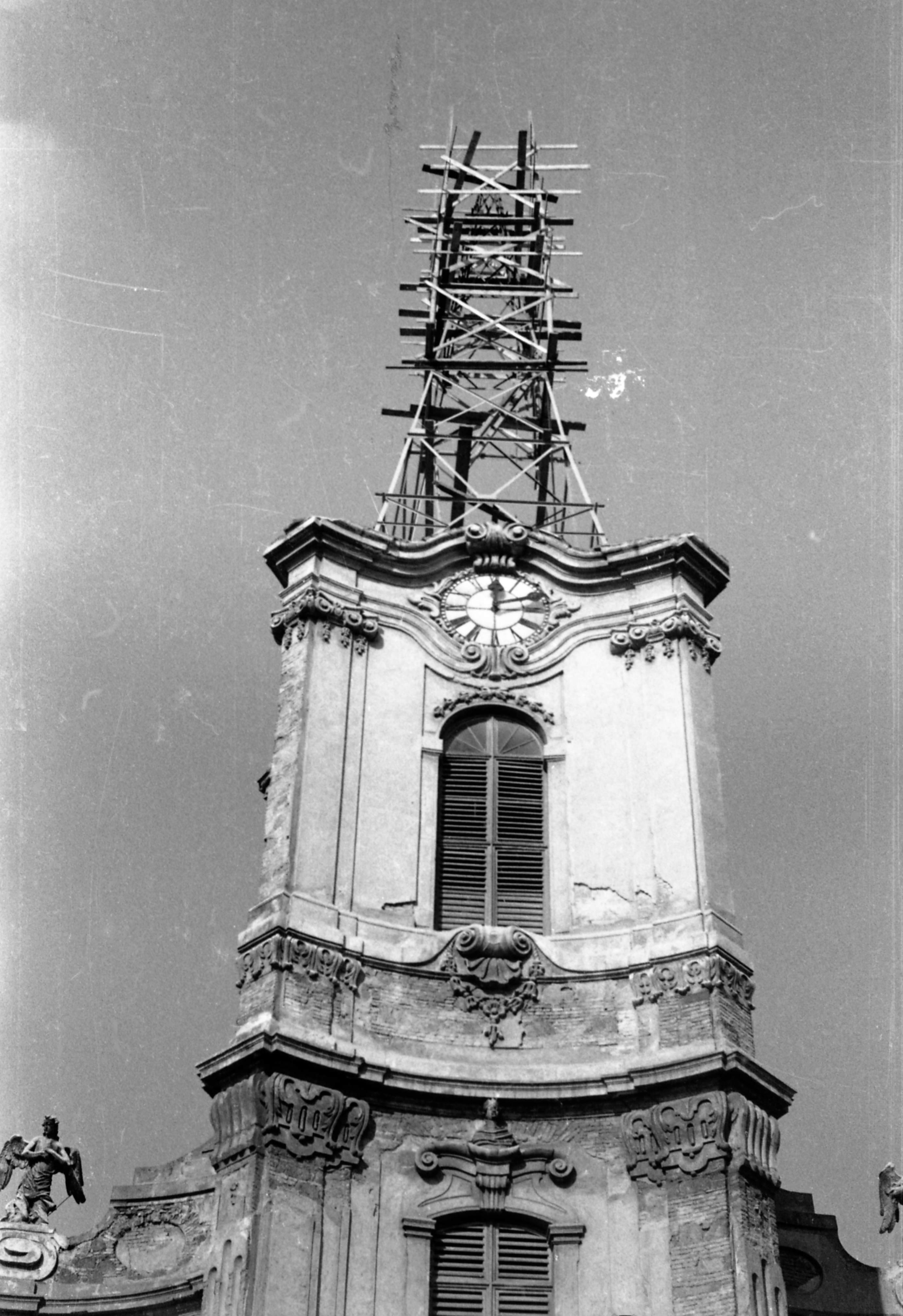
A Nagyboldogasszony templom tornya az 1956-os sérülések helyreállítása idején.

Az 1956-os forradalom jászberényi eseményeinek tragikus végkifejlete az volt, hogy a bevonuló barbár szovjet megszállók két gyújtógránáttal fölgyújtották a templom tornyát, amely tetőzetének egy részével együtt leégett. Az újjáépítés közel egy évtizedes, keserves, a hatóságokkal sokszor kilátástalannak tűnő küzdelem ellenére 1968-69-ben megtörtént.